# Sosylus giluwe
Sosylus giluwe is een keversoort uit de familie knotshoutkevers (Bothrideridae). De wetenschappelijke naam van de soort werd in 1980 gepubliceerd door Pope.